# Константін-Бринковяну
Константін-Бринковяну (рум. Constantin Brâncoveanu) — село у повіті Келераш в Румунії. Входить до складу комуни Драгаліна.
Село розташоване на відстані 104 км на схід від Бухареста, 31 км на північ від Келераші, 103 км на захід від Констанци, 116 км на південний захід від Галаца.

## Населення
За даними перепису населення 2002 року у селі проживали 1140 осіб, з них 1135 осіб (99,6%) румунів. Рідною мовою 1137 осіб (99,7%) назвали румунську.